# Volocopter

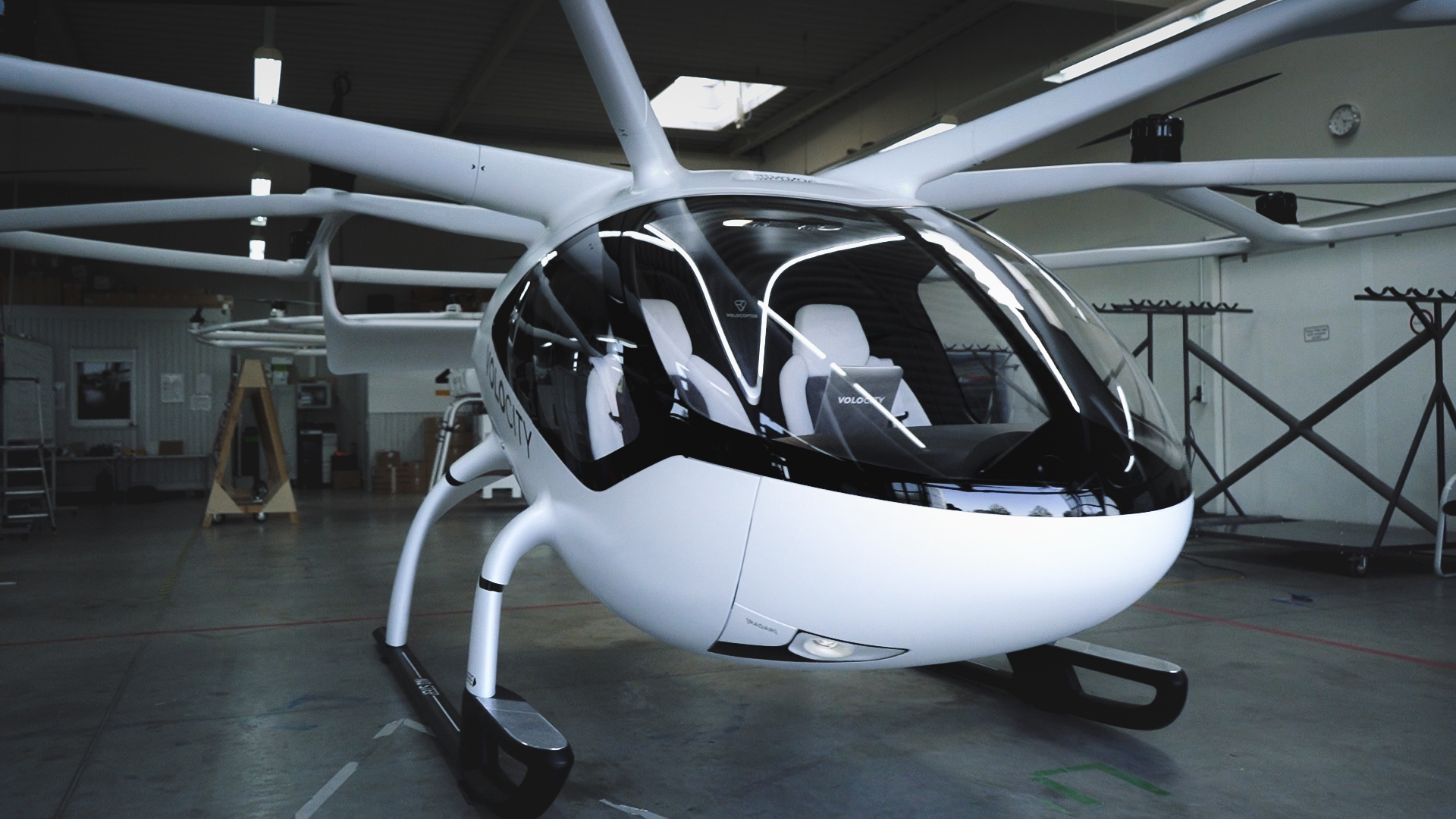
VoloCity (2020)

Die Volocopter GmbH (ehemals e-volo GmbH) ist ein deutsches Luftfahrtunternehmen, das elektrische VTOL-Flugtaxis für Passagiere sowie Lastendrohnen entwickelt. Das Unternehmen hat seinen Sitz in Bruchsal mit weiteren Büros und Entwicklungsstandorten in München und Singapur. Ende Dezember 2024 meldete Volocopter Insolvenz an.

## Fluggeräte
Volocopter entwickelt verschiedene Personen-Fluggeräte und eine Frachtdrohne. Diese können senkrecht starten und landen sowie in der Luft schweben, ähnlich einem Hubschrauber. Sie werden daher auch mit dem englischen Fachbegriff eVTOL (electric vertical take off and landing) bezeichnet.
- VC1 / VC2: Der Demonstrator VC1 ermöglichte den ersten Personentransport mit einem rein elektrisch angetriebenen Fluggerät.[6]
- VC200 / 2X
- VoloCity: Es ist das erste Luftfahrzeug, das Volocopter für den kommerziellen Einsatz konzipiert hat,[7] wobei das Flugtaxi Platz für zwei Personen hat, den Piloten und einen Passagier.
- VoloRegion: Im Mai 2021 wurde dieses Fluggeräte-Konzept präsentiert. Es wird damit eine Reisedistanz von bis zu 100 km angestrebt.[8]
- VoloDrone: Sie wurde im November 2019 vorgestellt.[9]

## Geschichte

### Gründung
2010 wollte der Softwareentwickler Stephan Wolf eine Drohne so groß bauen, dass ein Mensch damit fliegen kann. Der Physiker Thomas Senkel und Wolfs Jugendfreund Alexander Zosel stiegen 2011 in das Projekt bei Wolfs Firma Syntern GmbH ein.
Die Gruppe baute und flog 2011 ihren ersten Technologie-Demonstrator namens Volocopter VC1. Laut Guinness-Buch der Rekorde absolvierte der VC1 damit den ersten bemannten Flug eines elektrischen Multikopters überhaupt. Im November 2012 wurde das Unternehmen per Januar 2013 von Syntern GmbH in e-volo GmbH umbenannt.
Im Juli 2017 wurde der Name des Unternehmens in Volocopter GmbH geändert.
Im Juli 2021 übernahm das Unternehmen den Hersteller von Segelflugzeugen DG Flugzeugbau.

### Finanzierung und Insolvenz
2012 erhielt eine Gruppe von sechs Konsortiumsmitgliedern für die Entwicklung des VC200-Prototyps 2 Mio. € über ein Förderprogramm des Bundeswirtschaftsministeriums. Gründer Stephan Wolf und Angel-Investor Thomas Ruf stellten weitere 400.000 € bereit.
Ein Crowdfunding im Dezember 2013 über die Plattform Seedmatch brachte 1,2 Mio. € ein.
Im Jahr 2015 erhielt das Unternehmen eine Kapitalinvestition des lokalen Angel-Investors Stefan Klocke über seine Firma SK Ventures. Gleichzeitig wurde der deutsche Technologiepartner Ascending Technologies, der im Jahr 2016 von Intel übernommen wurde, ebenfalls Anteilseigner des Unternehmens.
Im Juli 2017 erhielt das Unternehmen Investitionen von einer Reihe von Investoren einschließlich des Hauptinvestors Mercedes-Benz Group in Höhe von insgesamt 25 Mio. €.
Im November 2017 folgten weitere 5 Mio. € der Venture Capital-Gesellschaft btov Partners. Das Geld wurde verwendet, um das technische Team auszubauen und die Vorserienproduktion des neuen 2X-Modells zu starten.
Im September 2019 führte der chinesische Automobilkonzern Geely eine Finanzierungsrunde an, die 50 Mio. € an privaten Investitionen für Volocopter einbrachte und im Februar 2020 wurde sie unter Führung der Logistiktochter des Staatskonzerns Deutschen Bahn, DB Schenker auf 87 Mio. € erweitert. Auch der Japan Airlines (JAL) Innovationsfonds trug dazu bei.
Im März 2021 investierten u. a. BlackRock, Continental und Atlantia insgesamt 200 Mio. € in das Unternehmen.
Ende 2021 wurde ein geplanter Börsengang in New York per SPAC abgesagt.
Als im April 2024 die Firma frisches Kapital benötigte und das Land Baden-Württemberg nicht mehr bürgen wollte, kam es zu Überlegungen, die Firma nach Bayern zu verlegen. Jedoch wurde auch vom von Hubert Aiwanger geführten Wirtschaftsministerium eine öffentliche Bürgschaft von 50 Millionen Euro abgelehnt, da Hochrisiko-Investments keine Aufgabe der Staatsregierung seien.
Im April 2024 publizierte das Transparenzportal abgeordnetenwatch.de im Rahmen einer Recherche die Liste aller insgesamt 53 Gesellschafter der Volocopter GmbH – darunter internationale Großkonzerne und zahlreiche Investoren aus Steueroasen – die versuchten, Fördermittel in Höhe von 150 Mio. Euro über Lobbygespräche mit Abgeordneten und Ministern zu erhalten.

Im Juli 2024 berichtete das Magazin Capital, dass Volocopter in den vergangenen Geschäftsjahren jeweils Verluste in Höhe von über 100 Millionen € bilanziert hatte. Im Jahr 2021 waren es −118,6 Mio. €, im Jahr 2022 wurden −136,8 Mio. € bilanziert und im Jahr 2023 waren es −146,2 Mio. €. Im September 2024 wird Dieter Zetsche zum Aufsichtsratsvorsitzenden bei Volocopter berufen. Ebenfalls wurde im September 2024 bekannt, dass der Volocopter-CEO Dirk Hoke Ende Februar 2025 das Unternehmen verlässt. Am 27. Dezember 2024 meldete Volocopter Insolvenz an; es wurden Sicherungsmaßnahmen über das Vermögen der Volocopter GmbH angeordnet (§ 21 Abs. 2 Nr. 3 InsO) und ein vorl. Verwalter bestellt (§ 21 Abs. 2 Nr. 2  2. Alternative InsO).

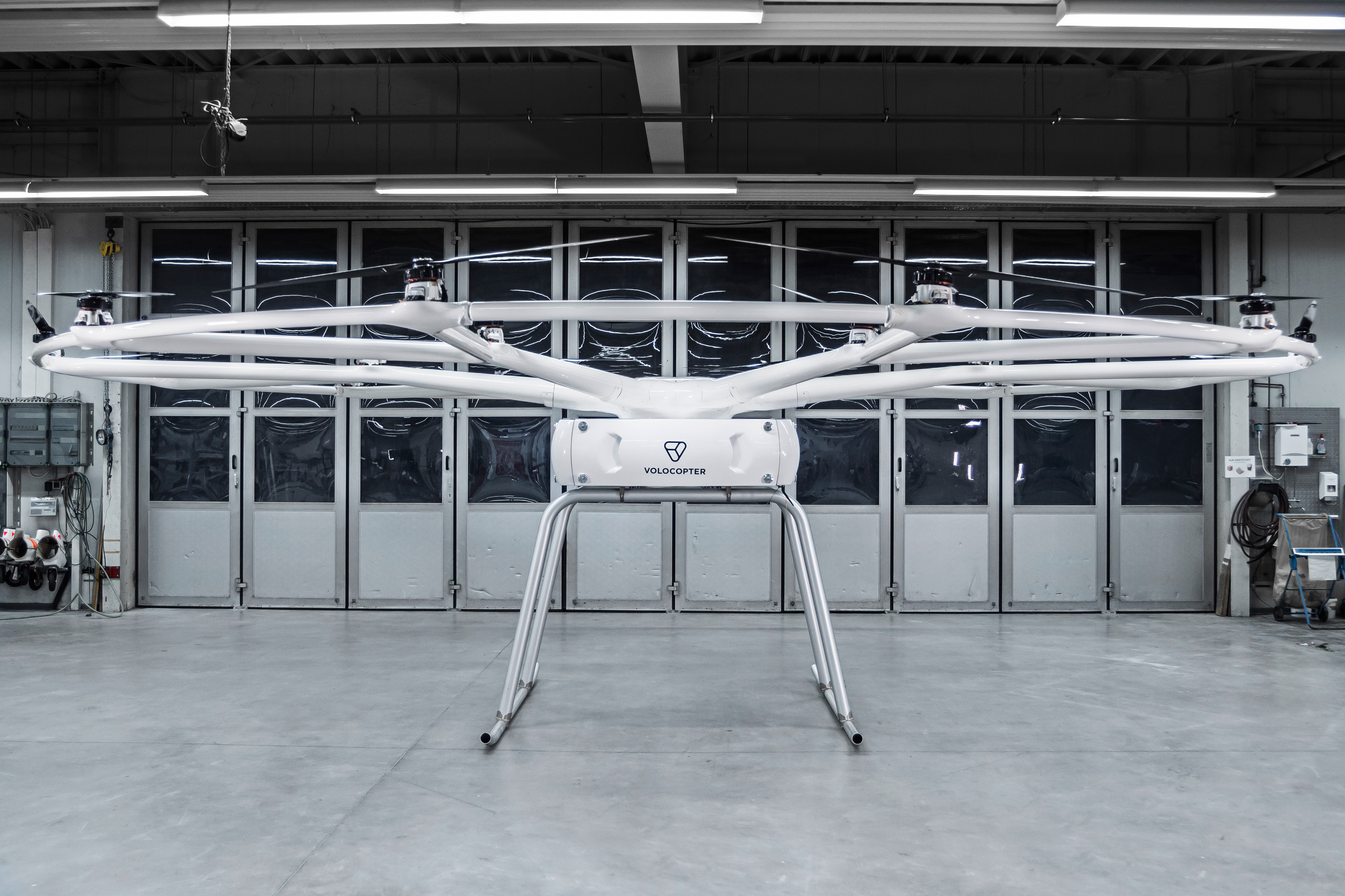
VoloDrone

### Verkauf
2025 wurde Volocopter nach Angaben der Wirtschaftswoche vom österreichischen Flugzeughersteller Diamond Aircraft gekauft. Der chinesische Wanfeng, ein Lieferant für Autoteile, ist Eigentümer von Diamond. Die Belegschaft von Volocopter soll von 500 auf ca. 160 verringert werden.

## Weiterführende Informationen

### Zertifizierung
Das Unternehmen erhielt im März 2016 die vorläufige Verkehrszulassung (VVZ) für den VC200 von der deutschen Luftfahrtbehörde DULV.
Im Dezember 2019 erhielt Volocopter von der Europäischen Agentur für Flugsicherheit (EASA) die Zulassung als Entwicklungsbetrieb (Design Organization Approval, DOA), was eine zwingende Voraussetzung für den Musterzulassungsprozess eines jeden Luftfahrzeugs ist.
Im Dezember 2020 begann Volocopter mit dem Antragsverfahren für die parallele Validierung der EASA-Musterzulassung durch die Federal Aviation Administration (FAA) in den USA.
Am 29. Februar 2024 teilte Volocopter mit, dass es die Genehmigung zur Serienproduktion des VoloCity vom Luftfahrtbundesamt (LBA) erhalten habe. Am nächsten Tag folgte die Ankündigung, dass nach der entsprechenden Genehmigung vom LBA auch Pilotenausbildungen angeboten werden.

### Öffentliche Veranstaltungen und Flugdemonstrationen

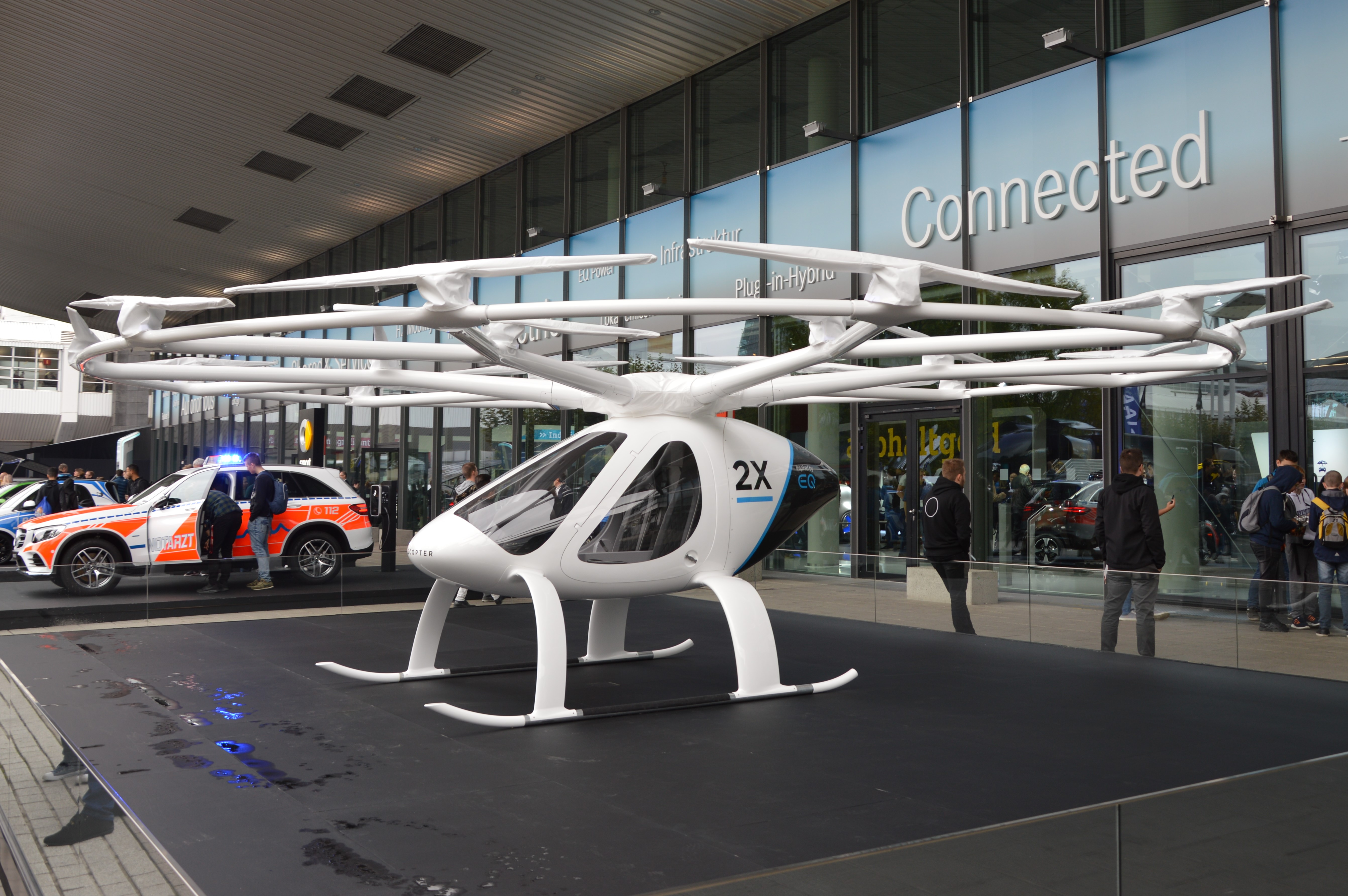
Das 2X-Model auf dem Messestand von Daimler bei der IAA 2017

Im Oktober 2011 führte der Mitgründer Thomas Senkel den ersten bemannten Flug mit dem Technologie-Demonstrator VC1 durch.
Der Prototyp des VC200 wurde erstmals im August 2013 bei den GreenTec Awards in Berlin vorgestellt.
Der Erstflug des VC200 fand im November 2013 vor geladenen Gästen in einer Messehalle in Karlsruhe statt. Ein Verkaufsstart wurde für 2015 erhofft. Im Rahmen der AERO Friedrichshafen stellte das Unternehmen im April 2014 den VC200 einem breiteren Publikum vor. Der Gründer Alexander Zosel flog den VC200 erstmals am 30. März 2016. Es war der erste bemannte Flug eines Elektro-Multikopters mit einer von einer Luftfahrtbehörde erteilten Fluggenehmigung. Zusammen mit der lokalen Roads and Transport Authority (RTA) in Dubai demonstrierte Volocopter am 25. September 2017 in Dubai einen autonomen Flug mit dem VC200. Zur gleichen Zeit präsentierte Volocopter sein Modell 2X auf dem Daimler-Stand der Automobilmesse IAA in Frankfurt.
Volocopter 2X flog 2019 in Singapur mit einem Piloten über die Marina Bay. Volocopter kündigte auf Grundlage dieses Fluges an, urbane Luftmobilitätsdienste in Singapur zu etablieren. Aufgrund der einfacheren Infrastruktur würde dabei zuerst mit touristischen Flügen begonnen. Ein Jahr später, im September 2020, stellte Volocopter sein VoloCity-Luftfahrzeug in Paris auf dem Flugplatz Pontoise vor. Das Unternehmen plante, im Juni 2021 mit Testflügen in Pontoise zu beginnen. Im November 2023 fanden Testflüge am Tampa International Airport, USA statt. Es gab auch bereits Testflüge in Oshkosh, Dallas-Fort Worth und Las Vegas. Es wurde eine Partnerschaft mit der Bristow group eingegangen. Im Dezember wurden Probeflüge in Osaka, Japan durchgeführt. Während der Olympischen Spiele in Paris sollten im August 2024 Demonstrationsflüge ohne Passagiere stattfinden, die jedoch sehr kurzfristig abgesagt wurden.

### Infrastruktur und Aufträge

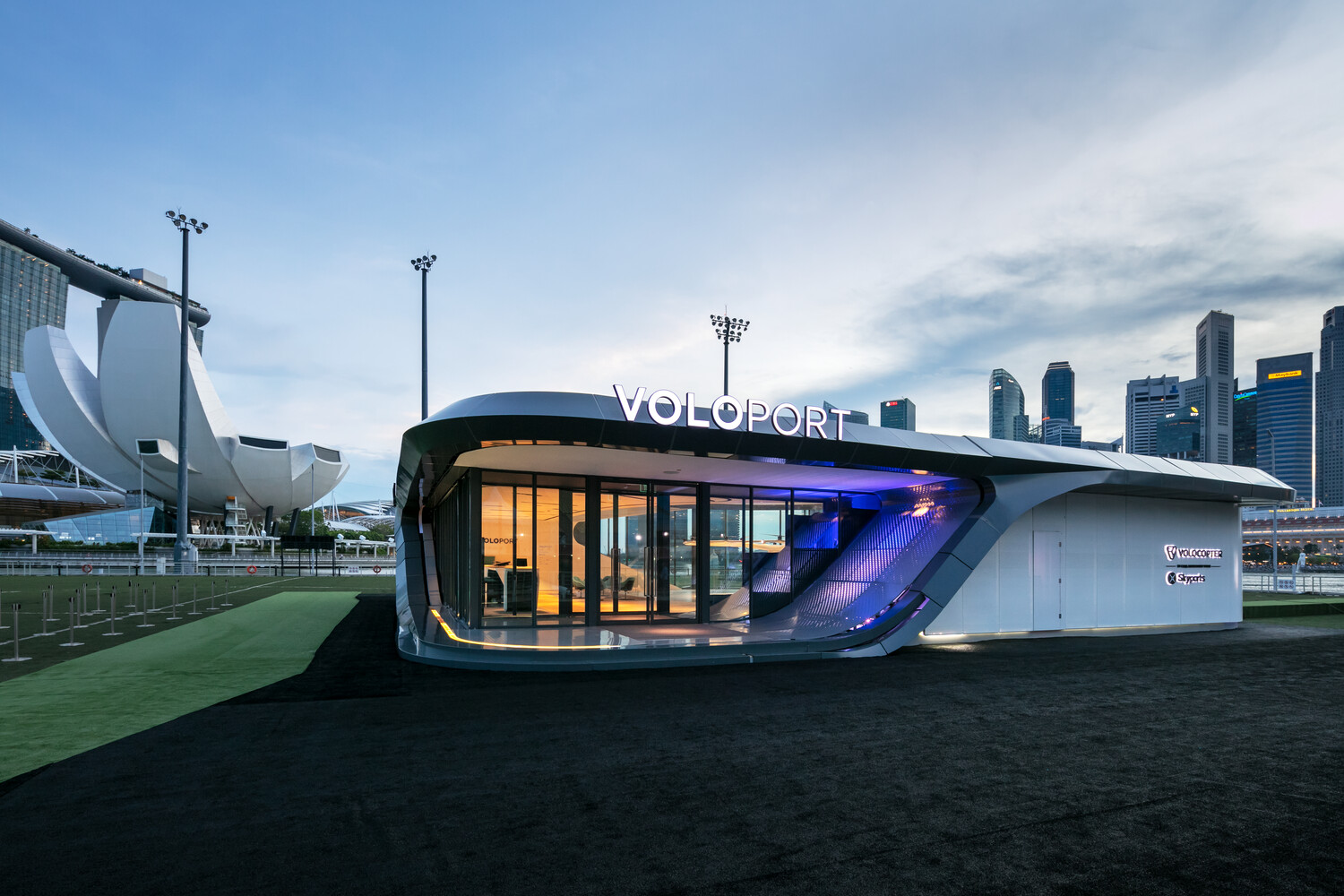
Voloport-Modell für Singapur 2019

Im April 2018 stellte Volocopter Pläne der für den Betrieb von Flugtaxidiensten erforderlichen Infrastruktur vor.
Flugbetrieb, Buchungen und die Anbindung an Mobilitätsdienste von Drittanbietern sollen über die global skalierbare Volocopter-Softwareplattform VoloIQ koordiniert werden, die in Zusammenarbeit mit Lufthansa Industry Solutions entwickelt wird.
Als Teil der physischen Infrastruktur plant Volocopter gemeinsam mit Partnern den Bau von Vertiports (Start- und Landeplätze für eVTOL). Die sogenannten VoloPorts sollen Mobilitätsknotenpunkte innerhalb der teilnehmenden Städte verbinden, um bestehende Mobilitätsangebote zu ergänzen.
Im Oktober 2019 stellte Volocopter seinen ersten VoloPort-Prototypen, einen Start- und Landeplatz für seine Fluggeräte vor. Er befindet sich in der Marina Bay in Singapur.
Im Dezember 2021 bestellte Saudi-Arabien für das geplante Siedlungsprojekt Neom zehn Flugtaxis und fünf Schwerlastdrohnen. Ab 2024 will die Regierung in Singapur Volocopter-Fluggeräte als fliegende Taxis einsetzen. 2020 buchte die ADAC Luftrettung zwei Volocopter. Bei der Pariser Luftfahrtschau im Juni 2023 wurde die Zusammenarbeit in Bezug auf den Rettungsdienst intensiviert. Am EfeuCampus in Bruchsal erprobt Volocopter mit Partnern wie KIT, SEW-Eurodrive oder Schenker, wie Pakete autonom auf dem letzten Transportabschnitt aus der Luft angeliefert werden können.

### Auszeichnungen
Im April 2012 erhielt das Unternehmen den Lindbergh Electric Aircraft Prize (LEAP) für Innovation.
Im April 2017 zeichnete das American Helicopter Museum and Education Center (AHMEC) „das innovative e-volo Team als Pioniere in der Revolution der urbanen Luftmobilität“ aus.
Im Juli 2019 wurde Volocopter vom Weltwirtschaftsforum zum Technologiepionier ernannt.
Für sein modernes und futuristisches Design und das damit suggerierte hohe Maß an Sicherheit und Qualität wurde der VoloPort 2020 mit dem Deutschen Innovationspreis ausgezeichnet.
Die Jury des Automotive Brand Contest zeichnete den VoloPort 2020 in der Kategorie „Architecture and Event“ aus.
Außerdem erhielt der VoloPort den Iconic Award 2020 und den iF Design Award 2020.